# Joan Tomàs Roca
Joan Tomàs Roca (Andorra la Vella, 17 de febrer de 1951) és un esportista andorrà que competeix en tir esportiu. Va començar a practir el tir a l'any 1971 i dos anys més tard començà a participar en competicions esportives. Ha participat en 5 jocs olímpics: Montreal 1976, Moscú 1980, Los Ángeles 1984, Sydney 2000 i Londres 2012.